# 任泰 (成化進士)
任泰（1438年—？年），字亨伯，浙江嘉興府嘉善縣人，軍籍，明朝政治人物。

## 生平
治《書經》，成化元年（1465年）由國子生中式浙江鄉試第十一名舉人，成化十一年（1475年）登乙未科第三甲第二十三名進士。

## 家族
曾祖任子真；祖任子謙；父任海；母戴氏。慈侍下，妻陳氏，行一，弟節；恒。